# Pizzo dei Piani
Pizzo dei Piani – szczyt w Alpach Lepontyńskich, części Alp Zachodnich. Leży na granicy między Szwajcarią (kanton Ticino), a Włochami (region Lombardia). Należy do podgrupy Alpy Adula.